# Raspailia gracillima
Raspailia gracillima är en svampdjursart som beskrevs av Topsent 1894. Raspailia gracillima ingår i släktet Raspailia och familjen Raspailiidae. Inga underarter finns listade i Catalogue of Life.